# Sarah Dippel
Sarah Dippel (* 6. Juni 1981 in Hessisch Lichtenau) ist eine deutsche Journalistin und Fernsehmoderatorin.

## Leben
Nach dem Abitur im Jahr 2000 absolvierte Dippel ein internationales Studium Fachjournalistik mit dem Schwerpunkt Wirtschaft an den Hochschulen Bremen und Stoke-on-Trent (England).
Sie begann ihre berufliche Laufbahn in der Medienbranche als Mitarbeiterin beim Lokalradio RundFunk Meißner sowie mit Praktika beim Offenen Kanal Kassel und in der Lokalredaktion der HNA.
Im Jahr 2006 begann sie beim Hessischen Rundfunk. Nach einem Volontariat arbeitete sie als freie Autorin für die Nachrichtensendungen im hr-fernsehen, für das Wirtschaftsmagazin MEX und die hessenschau. Seit 2011 moderierte sie die hessenschau kompakt und den Nachrichtenblock der hessenschau.
Mittlerweile lebt Dippel in Zürich, wo sie als Medientrainerin tätig ist.